# 陳瑩
陳 瑩（ちん えい、チェン イン、プユマ語：Asenay Daliyalrep、アセナイ・ダリヤルレップ、1972年〈民国61年〉11月15日 - ）は、中華民国（台湾）の政治家。民主進歩党所属の立法委員。台湾原住民のプユマ族。

## 経歴
2004年の第6回立法委員選挙では中選挙区制の平地原住民選挙区から出馬し、初当選した。選挙制度改制前に民進党が原住民議席を得たのは陳瑩が唯一であった。
2008年の第7回立法委員選挙では、全国不分区及び僑居国外国民から出馬し、当選した。
2012年の第8回立法委員選挙でも全国不分区及び僑居国外国民から出馬したが、民進党が獲得した13議席に対し、名簿順位が17位であったため落選した。
2016年の第9回立法委員選挙では再び中選挙区制である平地原住民選挙区から出馬し、17,052票を獲得し3位で当選した。
2020年の第10回立法委員選挙では票数を大きく伸ばした25,843票を獲得、2位で再選された。
2024年の第11回立法委員選挙では前回選挙よりさらに票数を伸ばした27,431票を獲得し2位で再選された。
2025年、国民党の立法委員への罷免案の報復として、平地原住民選挙区の陳瑩への罷免案が提出された。原住民選挙区は国民党が非常に強い選挙区であることから、国民党主席の朱立倫は「最も罷免が容易である」と発言した。しかし、最終的に罷免投票に進むために必要な署名が集まらず、罷免案は不成立となった。これを受け陳瑩は「これは民主主義の勝利であるだけでなく、原住民族の世論による尊厳の擁護でもあります」と述べた。国民党が圧倒的に強い選挙区で罷免案が不成立になったことで、陳瑩が有権者である原住民に支持を拡大させていることの証左となった。

## 立法委員
2017年8月、台湾とニュージーランドの間の医療外交を推進し、衛生福利部とマオリの伝統であるハーブ薬の編纂協力を結んだ。第7代マオリ王のツヘイティア・パキからマオリ王室勳章を贈呈され、マオリ王室からこのメダルを授与された最初の外国人となった。

## エピソード
祖父の陳耕元（上松耕一）は、嘉義農林学校の野球チームに所属し、1931年の甲子園で準優勝した。このエピソードは、映画KANOにも描かれている。

## 選挙記録
| 年度 | 選挙               | 選挙区                           | 所属政党   | 得票数    | 得票率 | 当選 | 注釈 |
| ---- | ------------------ | -------------------------------- | ---------- | --------- | ------ | ---- | ---- |
| 2004 | 第6回立法委員選挙  | 平地原住民選挙区                 | 民主進歩党 | 8,364     | 13.23% |      |      |
| 2008 | 第7回立法委員選挙  | 全国不分区及び僑居国外国民選挙区 | 民主進歩党 | 3,610,106 | 36.91% |      |      |
| 2012 | 第8回立法委員選挙  | 全国不分区及び僑居国外国民選挙区 | 民主進歩党 | 4,556,424 | 34.62% |      |      |
| 2016 | 第9回立法委員選挙  | 平地原住民選挙区                 | 民主進歩党 | 17,052    | 18.02% |      |      |
| 2020 | 第10回立法委員選挙 | 平地原住民選挙区                 | 民主進歩党 | 25,843    | 21.20% |      |      |
| 2024 | 第11回立法委員選挙 | 平地原住民選挙区                 | 民主進歩党 | 27,431    | 23.04% |      |      |